# Shannon MacMillan
Shannon Ann MacMillan (nacida el 7 de octubre de 1974) es una exfutbolista estadounidense. Nombrada la Futbolista del Año en Estados Unidos en 2002, MacMillan jugó en la selección estadounidense de fútbol desde 1994 hasta 2006; formó parte de la plantilla que ganó la Copa Mundial Femenina de Fútbol de 1999 así como del equipo que logró la medalla de oro en los Juegos Olímpicos de 1996 y la medalla de plata en los Juegos Olímpicos de 2000.
Fue una de las fundadoras de la Women's United Soccer Association (WUSA) en el año 2000. En 2007, MacMillan se convirtió en segunda entrenadora del equipo femenino de los UCLA Bruins. En 2016, ingresó en el National Soccer Hall of Fame.

## Biografía
MacMillan nació en Syosset, Nueva York. Asistió a la escuela secundaria San Pasqual en Escondido, California. Tiene un hermano mayor, Sean.

## Trayectoria

### Universidad de Portland
MacMillan jugó para los Portland Pilots, el equipo de fútbol de la Universidad de Portland, donde logró el trofeo Hermann a la mejor futbolista universitaria de la temporada 1995.

### San Diego Spirit
El único club en el que MacMillan jugó de manera profesional fue el San Diego Spirit, en el que permaneció desde 2001 hasta 2003. En 2002, fue nombrada la Futbolista del Año en Estados Unidos tras marcar 17 goles durante la temporada.

### Selección estadounidense
MacMillan entró en el combinado nacional en 1994 como centrocampista, mientras todavía estaba en la universidad. En el año 2000 pasó a ser delantera.
En la semifinal olímpica contra Noruega de 1996, MacMillan marcó en la prórroga el gol que dio la victoria a Estados Unidos. En la final, contra China, fue la responsable del primer gol del partido.
MacMillan desempeñó el rol de «super-sub» (una jugadora atacante que sale del banquillo solo para marcar un gol importante) en el Mundial de 1999 y en las Olimpiadas de 2000. Consiguió entrar en el combinado estadounidense del Mundial de 2003 tras recuperarse milagrosamente de una lesión en el ligamento cruzado anterior, sufrida solo cuatro meses antes del comienzo del campeonato.
MacMillan se retiró del fútbol internacional en 2006, a los 31 años. A lo largo de su carrera internacional, marcó un total de 60 goles y participó en 175 partidos, convirtiéndose en aquel momento en la décima mujer de la historia con más partidos internacionales y en la sexta mujer más goleadora de la historia de Estados Unidos.